# Kirkby Overblow
Kirkby Overblow is een civil parish in het bestuurlijke gebied Harrogate, in het Engelse graafschap North Yorkshire met 462 inwoners.